# E. B. M. Maschinenfabrik
E. B. M. Maschinenfabrik war ein deutscher Hersteller von Automobilen.

## Unternehmensgeschichte
Das Unternehmen begann 1912 mit der Produktion von Automobilen. Der Markenname lautete EBM. Im gleichen Jahr endete die Produktion.

## Fahrzeuge
Das Unternehmen stellte nur ein Modell her. Der Vierzylindermotor verfügte über 3800 cm³ Hubraum.